# Pasiega
La pasiega est une race bovine espagnole.

## Origine
Cette race est issue de Cantabrie. Avec la tudanca, bouchère et animal de traction, la pasiega était une race laitière réputée pour son lait, riche en protéines et matières grasses. Le déclin de son élevage a débuté dans la seconde moitié du  XIXe siècle, lorsque des races plus productives ont été importées : brune et holstein. Des métissages anarchiques ont fait décroitre les effectifs jusqu'à faire considérer la race comme disparue.
En 2004, dans la haute vallée du Río Pas, quelques troupeaux correspondant au standard de la race et sans signes de métissage ont été découverts. Le gouvernement cantabrique a financé une étude génétique des animaux indiquant une bonne homogénéité génétique des individus. Les éleveurs se sont fédérés en association et la race a été introduite dans le catalogue des races espagnoles officielles. La pasiega est la seule race autochtone laitière préservée. Ce plan de sauvegarde a permis d'atteindre 397 animaux dont 262 vaches en 2008.
L'association d'éleveurs a ouvert un registre généalogique. Elle gère la consanguinité et stocke de la semence de taureaux et des embryons congelés.

## Morphologie
Elle possède une robe une rouge. Les nuances peuvent être du rouge feu au brun noisette.
C'est une race de taille moyenne avec une hauteur au garrot de 130 cm. La tête est petite et les cornes de taille moyenne, ivoire à pointe noire. Ses pattes longues et fines ont des articulations solides et des sabots durs, caractéristiques d'une race montagnarde rustique.

### Sources
- (es) Cet article est partiellement ou en totalité issu de l’article de Wikipédia en espagnol intitulé « Pasiega » (voir la liste des auteurs).